# Estádio José de Melo
O Estádio José de Melo é um estádio de futebol situado na cidade de Rio Branco, no estado do Acre, e de propriedade do Rio Branco Football Club.

## Informações
Localizado na Avenida Ceará, n° 1356, no centro da capital do estado, recebeu o nome em homenagem ao senhor José Francisco de Melo - ex-chefe da polícia, ex-jogador e ex-presidente do clube - doador do terreno e responsável pela construção.
Até 2006, ano da construção da Arena da Floresta, o Estádio José de Melo era o principal palco das partidas de futebol profissional no estado do Acre.
Após inspeção e laudo do Corpo de Bombeiros, foram constatados diversos problemas na estrutura que ameaçaram a utilização do estádio. Precariedades físicas em suas dependências, arquibancadas deterioradas e rachaduras no concreto impossibilitaram o recebimento de torcedores. Seu último jogo oficial ocorreu no dia 7 de junho de 2007, quando o Rio Branco goleou a ADESG pelo placar de 6x1, na última rodada do segundo turno do Campeonato Acreano de 2007. O último gol foi marcado por Marcelo Brás, atacante do Rio Branco
Desde então, o Rio Branco passou a utilizar o estádio como seu Centro de Treinamentos, servindo para as categorias de base e para a equipe profissional, realizando ainda alguns jogos-treinos. Em 2012, o então presidente Bruno Cotta Paiva decidiu por demolir as arquibancadas laterais do estádio, com o objetivo de colocar em prática um projeto de um CT moderno para o clube, com 3 campos de futebol. Devido a uma crise ocasionada por uma batalha judicial a respeito da Série C do Campeonato Brasileiro, o clube vem passando por forte crise, deixando o projeto de lado. Atualmente existe apenas uma das arquibancadas laterais.

## Jogos importantes
- Rio Branco 1 x 0 São Paulo

Copa do Brasil, 20 de abril de 1993
Gol de Vinicius no segundo tempo.
- Rio Branco 0 x 3 Corinthians

Copa do Brasil, 1 de abril de 1995
- Rio Branco 1 x 0 Goiás

Copa do Brasil, 13 de março de 1997
Gol de Biro-Biro.
- Rio Branco 2 x 1 Flamengo

Copa do Brasil, 03 de abril de 1997
Gols de Bala e Biro-Biro (Rio Branco) e Marcos Aurélio (Flamengo).
- Rio Branco 1x0 Tolima-COL

Copa Conmebol, 03 de Setembro de 1997
Gol de Gomez.